# Ernest Miller
Ernest Miller (* 7. März 1885 in Pasadena, Kalifornien; † 23. April 1957 in Los Angeles, Kalifornien) war ein US-amerikanischer Kameramann.

## Leben
Miller begann seine Tätigkeit als Kameramann zu Beginn der 1920er Jahre. Bis in die 50er Jahre hinein war er ausschließlich an Kinoproduktionen beteiligt, dann, ab 1953, vor allem an Serien und Fernsehfilmen. Insgesamt drehte Miller mehr als 300 Produktionen. Regisseure, mit denen er häufiger zusammenarbeitete, waren Ray Taylor und Thomas Carr.
Die Mitarbeit an dem Film Army Girl resultierte 1939 in einer Oscarnominierung für ihn und seinen Kollegen Harry J. Wild in der Kategorie Beste Kamera.

## Filmografie (Auswahl)
- 1935: Fünf Jahre und ein Tag danach (Tumbling Tumbleweeds)
- 1938: Army Girl
- 1938: Storm Over Bengal
- 1939: Rache für Alamo (Man of Conquest)
- 1939: She Married a Cop
- 1942: Youth on Parade
- 1947: Die Söhne der grünen Hölle (Untamed Fury)
- 1947: Cowboy Serenade (Black Hills)
- 1948: Wildfeuer, der schwarze Hengst (The Return of Wildfire)
- 1949: Hände hoch, Old Boy! (Red Desert)
- 1949: Ich erschoß Jesse James (I Shot Jesse James)
- 1949: Der Geisterschütze (Rimfire)
- 1949: Rache im Ring (Ringside)
- 1950: Zorros Tochter (Bandit Queen)
- 1950: Der Marschall von Santa Fe (The Dalton Gang)
- 1950: Billy, der Bandit (I Shot Billy the Kid)
- 1950: Banditenjäger (Crooked River)
- 1950: Harte Männer aus Wildwest (Hostile Country)
- 1950: Jack der Killer (Western Pacific Agent)
- 1950: Radar-Geheimpolizei (Radar Secret Service)
- 1950: Kugeln, Gold und Feuerwasser (Gunfire)
- 1950: Gauner, Gangster, schöne Mädchen (The Daltons’ Women)
- 1951: Die Hölle von Korea (The Steel Helmet)
- 1951: Tödliche Pfeile (Little Big Horn)
- 1952: Schlachtzone Pazifik (Battle Zone)
- 1952: Das Tor zur Hölle (Hellgate)
- 1953: Hängt ihn (Vigilante Terror)
- 1953: Morgen wirst du gekillt, Johnny (Rebel City)